# Protosuberites proteus
Protosuberites proteus är en svampdjursart som först beskrevs av Jörn Hentschel 1909.  Protosuberites proteus ingår i släktet Protosuberites och familjen Suberitidae.

## Underarter
Arten delas in i följande underarter:
- P. p. donatioides
- P. p. tectulum